# Gunhild Roth
Gunhild Roth (* 1958) ist eine deutsche Mediävistin, die sich auf spätmittelalterliche katechetische Literatur, Rechtsgeschichte, Chronistik und Spiegelliteratur  spezialisiert hat. Sie ist Autorin einiger in wissenschaftlichen Fachzeitschriften veröffentlichten Aufsätzen.
Im Jahr 1989 wurde sie unter ihrer Doktorarbeit Sündenspiegel im 15. Jahrhundert promoviert.

## Werke
- Sündenspiegel im 15. Jahrhundert . Untersuchungen zum pseudo- augustinischen „Speculum peccatoris“ in deutscher Überlieferung. 1991.
- mit Volker Honemann: Jammerrufe der Toten: Untersuchung und Edition einer lateinisch-mittelhochdeutschen Textgruppe. Stuttgart 2014.
- Das ‘Leobschützer Rechtsbuch’ (Herausgeber: Winfried Irgang). Verlag Herder-Institut, Marburg 2006.

als Herausgeberin
- Peter Eschenloer: Geschichte der Stadt Breslau. 1, Chronik bis 1466 (= Quellen und Darstellungen zur schlesischen Geschichte 29,1). 2003
- Peter Eschenloer: Geschichte der Stadt Breslau. 2, Chronik ab 1467 (= Quellen und Darstellungen zur schlesischen Geschichte 29,2). 2003
- mit Hartmut Kühne: Andacht oder Abenteuer – Von der Wilsnackfahrt im Spätmittelalter zu Reiselust und Reisefrust in der Frühen Neuzeit

als Redakteurin
- Volker Homemann (Hrsg.): Von den Anfängen bis zur Reformation. (= Geschichte der Sächsischen Franziskanerprovinz, Band 1)